# Felipe Ponce Ramírez
Felipe Ponce Ramírez (Ciudad Lerdo, 29 marzo 1988) è un calciatore messicano, centrocampista dell'El Farolito.

## Carriera
Ha giocato nella massima serie dei campionati colombiano, moldavo e salvadoregno.